# Edith Södergran
Edith Irene Södergran (født 4. april 1892 i Sankt Petersborg, død 24. juni 1923 i Raivola, nu den russiske provinsby Rosjtjino, hvor hun er begravet på bykirkegården) var en finlandssvensk lyriker.

## Baggrund
Edith Södergrans forældre var finlandssvenske, født i Finland. Hendes far, Matts Södergran, var ingeniør og havde i mange år arbejdet ved Alfred Nobels fabrikker i Rusland. Han var enkemand, efter at hans første kone og deres to små børn var døde. Edith Södergrans mor Helena, født Holmroos, havde nogle år før Ediths fødsel fået en søn uden for ægteskab, som døde nogle dage gammel. Edith Södergrans forældre søgte sammen. De var efter tidens normer uegnede på ægteskabsmarkedet. Hendes far sank gradvis ned i økonomiske bekymringer, alkoholisme og sygdom - han fik tuberkulose - mens Edith blev nært knyttet til sin mor, der var musikalsk og spillede klaver.
Da hun var tre måneder gammel, flyttede forældrene tilbage til Finland og bosatte sig i grænsebyen Raivola, en malerisk provinsby med lave træhuse og en skov af lærketræer, som Peter den Store havde ladet plante. Egnen er i dag russisk. Den velhavende morfar havde købt dem en villa der; om vinteren boede de i Sankt Petersborg, hvor Edith Södergran gik i den tyske kirkeskole Petrischule (= Petersskolen). Her fik hun undervisning i tysk, russisk, engelsk og fransk, men ikke i sit modersmål svensk. Hendes første digte er skrevet på tysk. Først i 1908 gik hun over til svensk, som fra da af var hendes digteriske sprog. 
Södergran var enebarn, og hendes forældre adopterede derfor en pige, Singa, fra en børnerig nabofamilie i Raivola. Singa fik imidlertid hjemve og begav sig en dag hjemad til Raivola ad jernbanelinjen fra Sankt Petersborg. Södergranfamilien var ude og lede efter hende, og moderen fandt pigen påkørt og dræbt af toget. Måske af den grund er længslen efter en søster et tema i flere af Södergrans digte. 
I oktober 1907 døde Matts Södergran af lungetuberkulose. Et år senere kom den 15-årige Edith Södergran hjem fra skole med lungebetændelse. Første nytårsdag 1909 fik hun diagnosen tuberkulose. Dengang døde 70-80 % af de smittede i løbet af 10 år. Hun blev indlagt på Nummela sanatorium, hvor hendes far døde. Hun følte sig indespærret og søgte sin tilflugt i dagdrømme om besøg i eksotiske byer og lande, der ikke findes. Hun fortalte medpatienter om disse hemmelige rejser og blev opfattet som mærkelig og måske mentalt forstyrret. I oktober 1911 rejste hun med sin mor til Schweiz, hvor luften i Alperne var styrkende for lungepatienter. For Södergran betød opholdet også et møde med intellektuelle fra hele Europa; hun fik talt engelsk og fransk og blev udfordret og stimuleret. 

## Digter
I foråret 1914 forsvandt hendes hoste, og hun vendte hjem til Raivola. Men da første verdenskrig brød ud i november, vendte tuberkulosen tilbage, denne gang hårdere. I 1916 udkom hendes første digtsamling. Mest kendt er linjerne: "Du søgte en blomst og fandt en frugt. Du søgte en kilde og fandt et hav. Du søgte en kvinde og fandt en sjæl - du er skuffet." Bogen blev læst af få og latterliggjort af anmelderne i en grad, så Södergran i et brev til forlaget tryglede dem om et officielt dementi af, at hun var digtsamlingens forfatter. 
Ved oktoberrevolutionen i 1917 blev familiens russiske værdipapirer værdiløse, og middelklassefamilien Södergran var pludselig fattig. Samtidig blev egnen omkring Raivola krigszone. Fra sit hjem kunne Edith Södergran høre kanonerne ved fronten. Men selv om krigen oprørte hende, stillede hun ingen store krav til livet, blot det vigtigste var på plads: Kærligheden og en kat. I 1918 udkom hendes anden digtsamling. I sit forord skrev hun: "Min selvsikkerhed beror på, at jeg har opdaget mine dimensioner. Det anstår mig ikke at gøre mig mindre, end jeg er." Som Jens Bjørneboe skrev: "Sådan taler kun et geni eller en vanvittig." I åbningsdigtet skrev Södergran: "Jeg går på sol, jeg står på sol, jeg ved af ingenting andet end sol." 
Hun døde Sankt Hansdag 1923. Hun forsikrer i sine sidste digte, at "gennemboret af lys skal jeg dø" og "smilende vende mig væk fra livet". Et andet sted står: "Jeg dør - thi jeg er alt for lykkelig (...) og når mit hjerte standser - vugges det ind af vellyst." Efter hendes ønske brændte hendes mor alle de breve, hun kunne finde, fordi datteren ikke ville, at de skulle læses af "ligormene, der skriver biografier". Nogle breve har dog overlevet. 

## Digte
Edith Södergran var en af de første modernister inden for finlandssvensk litteratur, påvirket af fransk symbolisme, tysk ekspressionisme og russisk futurisme. Hun debuterede som 24-årig i 1916 med digtsamlingen Dikter. Hun døde kun 31 år gammel og nåede derfor ikke at opleve den påskønnelse og berømmelse, hendes digte senere vandt rundt om i verden. Hendes indflydelse på senere digtere har været stor, og i dag anses hun for at være en af de vigtigste modernistiske svenske digtere.